# Schots rugbyteam (mannen)
Het Schots rugbyteam is een team van rugbyers dat Schotland vertegenwoordigt in internationale wedstrijden.
Het Schots rugbyteam is een van de beste nationale teams in de wereld. Ze hebben tot nu toe aan elk wereldkampioenschap rugby meegedaan met een vierde plaats in 1991 als beste prestatie. Hiernaast spelen ze elk jaar het Zeslandentoernooi, die ze in totaal 22 keer hebben gewonnen, hiervan waren er acht gedeeld en drie waren met een grand slam. De laatste keer dat ze het toernooi hebben gewonnen is 1999, het laatste jaar dat er nog vijf deelnemers waren.

## Geschiedenis
Het Schotse rugby dateert uit 1871, toen op 27 maart de eerste rugbyinterland ooit werd gespeeld, tegen Engeland. Deze wedstrijd werd gespeeld op Raeburn Place in Edinburgh. Voor ongeveer 4000 toeschouwers won Schotland deze wedstrijd met 4-1. Dit was het begin van een lange historie rugbywedstrijden tussen de twee aartsrivalen. Dit komt tot uiting in de Calcutta Cup, een beker die de winnaar krijgt van de jaarlijkse wedstrijd tussen Schotland en Engeland tijdens het zeslandentoernooi. In de laatste jaren heeft Schotland maar weinig van Engeland kunnen winnen, sinds 1990 maar drie keer en de laatste keer buiten Schotland was in 1983.

## Stadion

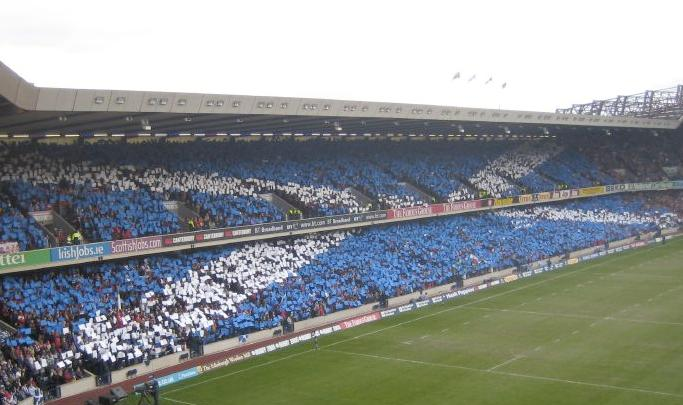
Een wedstrijd van het Schots rugbyteam in Murrayfield.

Het Schots rugbyteam speelt de meeste thuiswedstrijden in Murrayfield Stadium in Edinburgh. Dit stadion heeft een capaciteit van 67.800 plaatsen. In de laatste jaren zijn er ook een aantal wedstrijden gespeeld in Hampden Park in Glasgow en McDiarmid Park in Perth.

## Nationaal symbool
De distel is het symbool van het rugbyteam, evenals het is voor Schotland zelf. Volgens de legende speelde de distel een cruciale rol in de verdediging tegen de Denen. Toen 's nachts de Denen de Schotten aan wilden vallen, trapte er een Deen blootsvoets in een distel en slaakte een kreet van pijn. Dit alarmeerde de Schotten die de Deense verrassingsaanval konden pareren.
Voor wedstrijden wordt The Flower of Scotland gespeeld als volkslied.

## Wereldkampioenschappen
Schotland heeft aan elk wereldkampioenschap deelgenomen. In 1991 werden ze vierde. In 2011 kwamen ze voor het eerst niet voorbij de eerste ronde. Dit was ook in 2019 het geval.
- WK 1987: kwartfinale
- WK 1991: vierde
- WK 1995: kwartfinale
- WK 1999: kwartfinale
- WK 2003: kwartfinale
- WK 2007: kwartfinale
- WK 2011: eerste ronde
- WK 2015: kwartfinale
- WK 2019: eerste ronde
- WK 2023: gekwalificeerd